# 국가정보원장 특별보좌관
국가정보원장 특별보좌관은 대한민국 국가정보원에 속하는 정무직 공무원으로 중앙정보부장, 안기부장, 대한민국 국가정보원의 원장을 보좌하는 직위이다. 
차관급 또는 차관보급으로 보하며 국정원장 특별보좌관의 직위는 언론에 공개된다. 중앙정보부장 특별보좌관, 안기부장 특별보좌관, 안기부장 특보 등으로 불렸으며 일부 중앙정보부장 특별보좌관 또는 안기부장 특별보좌관은 국무총리의 특별보좌관을 겸하여 남북고위급회담에 참여하기도 했다.

## 역대 특별보좌관

### 중앙정보부장 고문
- 김용태(金龍泰)[1][2], 1961년 5월 20일 ~ 1963년 3월 22일
- 장태화(張太和)[2][3], 1961년 5월 20일 ~ 1963년 3월 22일
- 양순직(楊淳稙), 1961년 5월 20일 ~ 1962년 7월 23일,  예비역해군중령&서울신문 사장&제6대 국회의원
- 김용순(金容珣)[3], 1963년 2월 21일 ~ 1963년 3월 22일, 중앙정보부장

### 중앙정보부장 특별보좌관
- 이영근(李永根)[4], 1963년 2월 21일 ~ ?, 중앙정보부 행정차장
- 고제훈(高濟勳), 1963년 2월 21일 ~ 1964년 3월 9일, 공화당특보&국민운동본부중앙위원&한국해외개발공사부사장&한국인력개발연구소대표이사
- 전재구(全在球), 1963년 2월 21일 ~ 1973년 3월 4일, 중앙정보부 3국장&정보수집국장&국제문제연구소연구위원
- 김용순(金容珣), 1963년 9월 30일 ~ 1975년 11월 10일,
- 홍필용(洪弼用), 1969년 1월 ~ 1970년 12월, 5국장 겸임, 대법원 감독관&육군 법무감&2국장(대공수사국장)&5국장&중앙정보부장특별보좌관&변호사
- 이상익(李相翊), 1970년 1월 ~ 1970년 12월 20일, 중앙정보부 차장&8,10,11,12대 국회의원&한일의원연맹간사장
- 김윤환(金潤煥), 1970년 1월 ~ 1970년 12월, 국회의원
- 김기춘(金淇春), 1974년 ~ 1975년 7월 23일, 겸 대공수사국장, 법무부검찰국검사 겸 서울지검검사로 전보[5], 중앙정보부 대공수사국장&대구고검장&검찰총장&법무부장관
- 이동복(李東馥), 1977년 ~ 1977년, 국가심리전총국장으로 전임
- 정태동(鄭泰東), ? ~ 1979년 7월, 충북 제천, 조지워싱턴 대학원, 연세대 부교수&연세대 교수&미국 오버린 대학 교수&조지타운 대학교수&하버드대학교 객원교수&주미 한국대사관 공사&국방정보본부 제3부장&안기부 2차장&주타이 한국대사관 대사
- 최두열(崔杜烈)[6], 1979년 1월 ~ 1979년 10월 28일, 내무부 치안국장&부산직할시장&농어촌개발공사 사장&농어촌개발공사 총재&중앙정보부 차장보
- 배성동, 1979년 ~ 1980년 4월 13일, 서울대 정치사 교수&안기부국제문제연구소 소장&민정당 정책조정실장&11,12대 국회의원
- 지주선, 1979년 1월 ~ 1980년 4월 13일, 중앙정보부 5국장
- 이동복(李東復)[7], ? ~ 1980년, 별정관리관, 안기부장 제1특별보좌관 겸 국무총리 특별보좌관, 국회의원
- 최예섭(崔禮燮)[8], 1979년 10월 28일 ~ 1980년 4월 13일, 보안사기획조정처장으로 겸임,
- 허삼수(許三守), 1979년 12월 13일[9] ~ 1980년 9월 8일, 보안사령부 인사처장 겸 합수본부 총무국장&국가보위입법위원회 사정위원회 간사&대통령 사정담당특보&대통령 사정수석비서관&국회의원
- 허문도(許文度), 1979년 12월 13일 ~ 1980년 4월 1일, 경남 고성, 일본 도쿄대 대학원, 중앙정보부장 비서실장&대통령 공보비서관&통일원 차관&문화공보부 차관&통일원 장관
- 유학성(兪學聖), 1980년 4월 14일 ~ 1980년 7월 16일, 국가보위입법회의 상임위원&중앙정보부장&국회의원

### 국가안전기획부장 특별보좌관
1985년 이후의 특별보좌관은 안기부장 1특보는 남북대화, 2특보는 법률담당, 3특보는 홍보담당&언론문제담당이었다.
- 박세직(朴世直), 1981년 8월 7일 ~ 1982년 1월 15일, 동력자원부 자문위원 겸임&동력자원부 자문관&한국전력공사 수석 부사장&서울특별시장&안기부 제2차장&총무처 장관

#### 국가안전기획부장 1특별보좌관 (남북대화&통일안보담당)
- 배동만(裴東晚) 1985년 ~ 1987년,
- 이병룡(李秉龍), 1987년 ~ 1990년 8월, &국무총리 특보 겸 안기부장 1특보
- 이병룡(李秉龍), 1990년 8월 ~ 1991년 1월 1일, , 통일원 차관&국무총리 특보 겸 안기부장 1특보&민족통일연구원원장
- 이동복(李東馥), 1991년 1월 1일 ~ 1992년 10월 24일, 강원 원주, , 국회의장 비서실장&국무총리실 특별보좌관
- 이동복(李東馥), 1992년 10월 24일[10] ~ 1993년 3월 25일, 유임, 총리특보 겸임[11], 강원 원주, , 국회의장 비서실장&겸임 국무총리 특별보좌관
- 이동복(李東馥), 1993년 3월 26일[12] ~ 1993년 12월 16일, 강원 원주, , 국회의장 비서실장&겸임 국무총리실 특별보좌관
- 정운학(鄭雲鶴), 1993년 12월 16일[13] ~ , , 안기부 북한국장&국제과학문화연구소 자문위원&북한연구소 소장&현대목재 부사장
- ?, ? ~ 1994년 8월 11일,
- ?, 1994년 8월 12일 ~ 1994년 12월,
- 남주홍(南柱洪), 1993년 2월 28일 ~ 1995년 12월 23일, 안보통일담당특보
- 조만후(曺萬厚), 1994년 12월 ~ 1995년 12월 23일, 2특보&정무1차관&정무수석
- 남정판(南廷判), 1995년 12월 24일[14] ~ 1997년 3월 5일, 경남 밀양, 성균관대[15], 신아일보, KBS기자&대통령정무비서관&국무총리 공보비서관, 정무비서관&청와대 정무비서실 행정관&국무총리실 공보비서관, 정무비서관&평통 사무차장&공보처 차관
- 이청신(李淸臣)[16][17][18], 1997년 3월 6일 ~ 1998년 3월 7일, 한국외대 러시아어과, 안기부 3실장
- 권영목, 1997년 ~ 1998년 3월 24일,

#### 국가안전기획부장 2특별보좌관(법률담당)
- 박철언(朴哲彦), 1985년 3월 ~ 1986년 11월 27일, 2특보[19], 서울지검특수3부장&법무연수원연구위원으로 전임
- 강재섭(姜在涉), 1985년 5월 ~ 1988년 4월, 2특보, 안기부 정책연구실장 겸임
- 박철언(朴哲彦), 1987년 5월 ~ 1988년 3월 27일, 청와대 정책담당보좌관으로 전임

- 김영수(金榮秀), 1988년 5월 7일[20] ~ 1988년 5월 31일, 안기부장 2특보 겸 부장 비서실장, 주월남사령부 군법회의 검찰관&서울지검 검사&서울지검공안부장검사&제주지검차장검사&서울지검 북부지청부장검사&민주자유당 정세분석위원&
- 김영수(金榮秀), 1988년 6월 1일 ~ 1990년 3월 19일[21], 안기부장 2특보 겸 부장 비서실장, 주월남사령부 군법회의 검찰관&서울지검 검사&서울지검공안부장검사&제주지검차장검사&서울지검 북부지청부장검사&민주자유당 정세분석위원&
- 손진곤(孫晋坤), 1990년 3월 20일 ~ 1992년 10월 16일[22], 경북 대구, 서울대 법대, 서울민사,형사지법판사&서울고법판사&서울고법부장판사&대통령민정비서관&광주고법부장판사&서울고법부장판사&변호사&안기부 1차장
- 최경원(崔慶元), 1992년 10월 16일[23] ~ 1993년 3월 18일[24], 부산지검 2차장검사&북부지청장
- 조만후(曺萬厚), 1993년 3월 26일[12] ~ 1994년 12월, 1특보&정무1차관&정무수석
- 홍준표(洪準杓), 1994년 11월 ~ 1995년 9월, 경남 창녕, 고려대, 검사&15~18대 국회의원, 경상남도지사
- 이병기(李丙琪)[25][26], 1994년 12월 29일 ~ 1996년 12월 24일, , 외교안보연구원 연구위원&청와대의전수석비서관
- 김시복(金時福)[27], 1996년 12월 24일 ~ 1998년 3월 7일, 경북 영양, 일본 게이오 대학[28], 한국일보 사회부 차장&문교부 대변인&문공부 주일공보관&대통령 정무비서관&국가보훈처 차장&독립운동가 남자현(南慈賢)의 손자
- ?, 1998년 3월 8일 ~ 1998년 3월 24일,
- 소병철(蘇秉哲), 1998년 3월 8일 ~ 1999년 6월 15일, 법무부 부장검사&주미대사관 법무협력관
- 조규정(趙圭政), ? ~ 1999년 1월 22일, , 국가정보원장 법률특보&검사장

#### 국가안전기획부장 3특별보좌관 (언론&공보담당)
- 이경식(李庚植), 1985년 2월 20일 ~ 1987년
- 이? , 1987년 3월 ~ ?, 기자 출신
- 이경식(李庚植), 1988년 ~ 1990년 12월 29일[29], 공보처차관으로 전임
- 김옥조(金玉照), 1990년 12월 30일 ~ 1992년 3월 4일, 국가보훈처 차장&국무총리 비서실장으로 전임
- 윤여준(尹汝雋), 1992년 3월 5일[30][31] ~ 1993년 3월 25일,
- 윤여준(尹汝雋), 1993년 3월 26일[12] ~ 1994년 12월 24일, 대통령정무담당비서관&청와대대변인&청와대 공보수석&겸임 국무총리특보, 청와대비서관 윤석오의 아들
- 엄익준(嚴翼駿), 1995년 3월 1일 ~ 1997년 3월 6일, 전북 전주, 서울대 대학원, 안기부 8실장&안기부 3차장&국정원 2차장
- 남영식(南永植)[16][17][18], 1997년 3월 6일 ~ 1998년 3월 7일, 서울, ,고려대 경제학과, 안기부 8실장
- 황재홍(黃在弘), 1998년 3월 8일 ~ 1998년 3월 24일, 연세대, 동아일보 부국장대우&동아일보 기획위원, 국가안전기획부 공보특별보좌관

#### 국가안전기획부장 4특별보좌관
- 한상일(韓相一), 1985년 2월 20일 ~ 1987년, 장세동 안기부장 비서실장 겸임
- 최창윤, 1990년 ~ 1992년 2월,
- 김기도, 1990년 ~ 1992년 3월 4일, 14대 총선 입후보[32]
- 엄익준(嚴翼駿), 1993년 3월 26일 ~ 1994년 12월 24일, 대북전략국장으로 전임
- 김OO, 1993년 2월 24일 ~ 1993년 3월 4일,
- ?, ? ~ 1998년 3월 7일,

#### 국가안전기획부장 5특별보좌관 (국방담당)
- 우경윤(禹慶允), ? ~ 1988년 2월, 현역 소장[33][34]
- 엄삼탁, 1988년[35] ~ 1990년 3월[36], , 안기부 기조실장&안기부 차장, 국군체육부대장 겸 안기부장 국방담당 특별보좌관
- 김길부(金吉夫), 1994년 4월 17일 ~ 1996년 12월 24일, 육사, 안기부 국방담당관&28사단장&보병학교장&2군단장
- ?, 1996년 ~ 1998년 2월, 현역 소장[37]

#### 국가안전기획부장 6특별보좌관 (공안담당)
- 최O희(崔O熙), 1990년 3월 20일 ~ 1992년 10월 16일, 겸임 서울지검공안검사[38]

#### 국가안전기획부장 경제특별보좌관
- 남OO[39], 1987년 ~ ?

#### 국가안전기획부장 정무특별보좌관
- 구연흥(具然興), 1998년 3월 4일 ~ 1999년 1월 22일, 충북 보은, 건국대 수료,

## 같이 보기
- 국가정보원장
- 국가정보원 차장
- 국가정보원 기조실장